# 杜先能
杜先能（1955年8月—），安徽肥西人，曾任安徽大学副校长。

## 生平
先后在安徽师范大学、北京师范大学学习，分别获学士、博士学位。曾在英国伯明翰大学和美国加州大学圣巴巴拉分校访问研究。1998年任安徽大学数学系主任，2004年任安徽大学数学与计算科学学院院长，2004年任安徽大学校长助理，2006年起任安徽大学副校长。2014年8月，不再担任安徽大学副校长职务，转任安徽大学督导员。

## 学术贡献
主要从事环论与代数表示理论研究。主持国家自然科学基金项目等课题多项，发表学术论文50余篇，主编教材6部。

## 奖项和荣誉
研究成果曾获安徽省自然科学二等奖，教育部科技进步三等奖。2001年，被授予“全国优秀教师”荣誉称号。所主持成果“文理交融寓教于研，211地方综合性大学复合型创新人才培养机制创新与实践”获2014年国家级教学成果二等奖。

## 社会兼职
中国数学会理事，安徽省数学会副理事长；第九届安徽省政协委员。